# Монастирок (Бродівська міська громада)
Монасти́рок — село в Україні, у Бродівській міській громаді Золочівського району Львівської області. Відстань до адміністративного центру громади становить 21 км, що проходить автошляхом місцевого значення. Відстань до найближчої залізничної станції Броди становить 24 км.
Село Монастирок разом з селами Станіславчик, Збруї, Бордуляки були раніше підпорядковані Станіславчицькій сільській раді. Чисельність населення становить 199 осіб.

## Назва
Назва походить від жіночого монастиря, що колись був у селі. Старожили ще називають село Монастир. На старому цвинтарі поховані дві служниці.

## Історія
У 1830 рр. в селі існувала одна з найбільших паперових мануфактур або ж папірень в Галичині на той час. Її власником був австрієць, що постійно мешкав у Відні, а справами керував управитель, що постійно знаходився в Монастирку. Папір виготовлявся високої якості і завдяки чому папір мав неабиякий попит у Європі.
В селі також був млин, що знаходився з боку села, на місці сучасного моста через Стир, поблизу с. Кути. У ХІХ ст. млинарем був пан Петришин. Також була й кузня. Від якої залишилася лише назва місцевості, що зветься «Біля кузні». В селі також є місцевості «Мельнички», «Хом'яки», «Дяки», а там, де колись була торговиця, місцевість зветься «Базар».

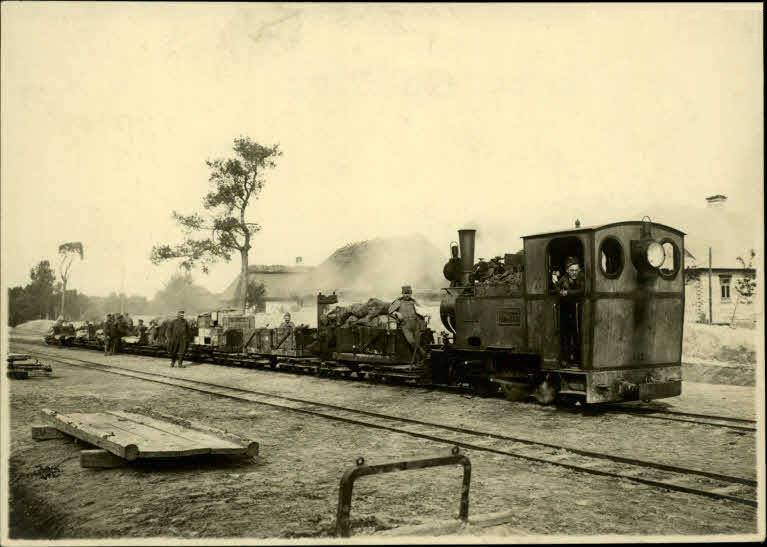
Вузькоколійка Ожидів-Монастирок між 1914 та 1918 роками

Вузькоколійка
У другій половині XIX ст. в Австро-Угорщині ріст економіки зумовив потребу інтенсивнішого використання лісових ресурсів. Оскільки ліси, що прилягали до шосейних доріг, до кінця століття були практично вирубані, а нові лісосіки розміщувалися у віддалених місцях, найраціональнішим транспортом для вивезення деревини з них виявилися вузькоколійні залізниці. Для вивезення деревини з околиць Монастирка була побудована вузькоколійка Ожидів — Олесько — Соколівка — Тур'я — Монастирок. Згадана між 1924 та 1928 рр. Довжина 31 км
1 липня 1925 р. з Радехівського повіту вилучена сільська гміна Станіславчик та приєднана до Бродівського повіту.
1 серпня 1934 р. село було включено до ґміни Станіславчик у Бродівському повіті.
12 червня 2020 року, відповідно до розпорядження Кабінету Міністрів України № 718-р «Про визначення адміністративних центрів та затвердження територій територіальних громад Львівської області», село увійшло до складу Бродівської міської громади.
19 липня 2020 року, в результаті адміністративно-територіальної реформи та ліквідації Бродівського району, село увійшло до складу новоствореного Золочівського району.

## Населення

### Мова
Розподіл населення за рідною мовою за даними перепису 2001 року:
| Мова       | Кількість | Відсоток |
| ---------- | --------- | -------- |
| українська | 212       | 100%     |

## Церква Святого Миколи
Попередня дерев'яна церква, збудована майстром Ліпкевичем у 1708 р., але вона згоріла у 1941 р. Сучасна дерев'яна церква була споруджена у 1944—1948 рр. майстром Йосифом Літовінським. На захід від церкви розташована висока дерев'яна триярусна, повністю оббита бляхою дзвіниця, а на південь від церкви встановлений дерев'яний різьблений хрест, поблизу якого розташований гранітний пам'ятник з написом: «Споруджено в честь 2000-ліття народження Ісуса Христа від парафіян с. Монастирок та Леонтія Зубаня». Нині церква знаходиться в користуванні громади УГКЦ.

## Відомі люди

### Народилися
- Йосиф Ґродський (1869—1947) — український чернець-василіянин, секретар митрополита Андрея Шептицького, економ Святоюрського палацу у Львові і касир митрополичих маєтностей, письменник, автор спогадів про митрополита Шептицького.